# Polhov Gradec

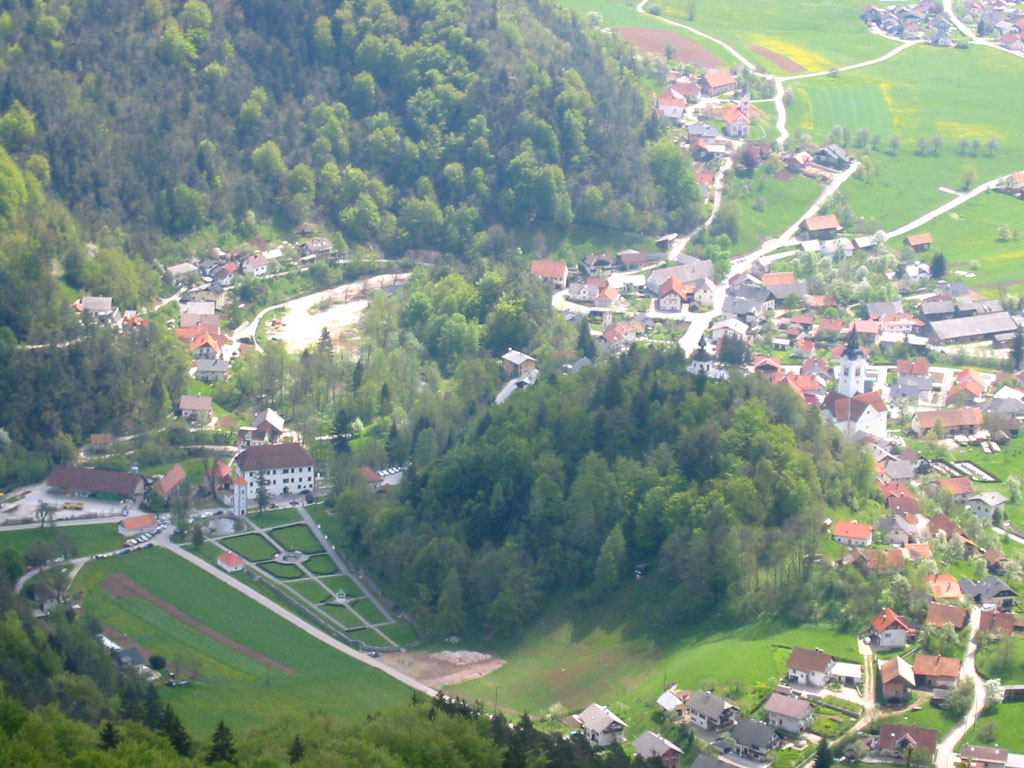
Polhov Gradec, 2004

Polhov Gradec (Aussprache [ˈpou̯ːxou̯ ˈɡɾaːdəts], deutsch: Billichgrätz) ist eine der beiden namensgebenden Ortschaften der Gemeinde Dobrova-Polhov Gradec in der historischen Region Oberkrain in Slowenien, etwa 18 km westlich von Ljubljana. Der Ort ist bekannt als Standort des gleichnamigen Schlosses mit dem Museum für Post und Telekommunikation des Slowenischen Technikmuseums.

## Geschichte
Polhov Gradec wurde erstmals 1261 unter dem deutschen Namen Pilchgrez in schriftlichen Aufzeichnungen erwähnt (Pilchgraez im Jahr 1269 und einfach Graetz im Jahr 1291; vgl. neuzeitliches Deutsch Billichgra(t)z). All dies leitet sich vom slowenischen Namen der Siedlung ab, wobei das letzte Element – grätz – vom slowenischen gradec „kleine Burg“ abgeleitet ist. Der erste Teil des Namens leitet sich von einem Personennamen, Polh oder Povh, ab; der Name bedeutet daher „Polhs (kleine) Burg“.
Das Gebiet ist seit der Römerzeit besiedelt und in der Nähe der Stadt wurde eine römische Villa ausgegraben, deren Funde im Slowenischen Nationalmuseum aufbewahrt werden.
Mitten im Dorf auf dem Hügel Stari grad - Kalvarija oberhalb von Schloss Polhov Gradec stand ursprünglich die Burg Billichgrätz. 1511 wurde die Burg durch ein Erdbeben schwer beschädigt und 1515 im Rahmen des  Windischen Bauernaufstandes zerstört. Der Adelssitz wurde danach von der Oberburg auf die Unterburg verlegt, heute Schloss Polhov Gradec.

## Sehenswürdigkeiten
- Schloss Polhov Gradec (Schloss und Schlossgarten Billichgrätz), Standort des Slowenischen Museums für Post und Telekommunikation, Außenstelle des Technischen Museums Sloweniens
- Neptunbrunnen im Schlosspark
- Burghügel mit Kreuzweg und Kapelle
- Hügelland von Polhov Gradec
- Oberlauf der Gradascica mit Zufluss des Božna-Baches

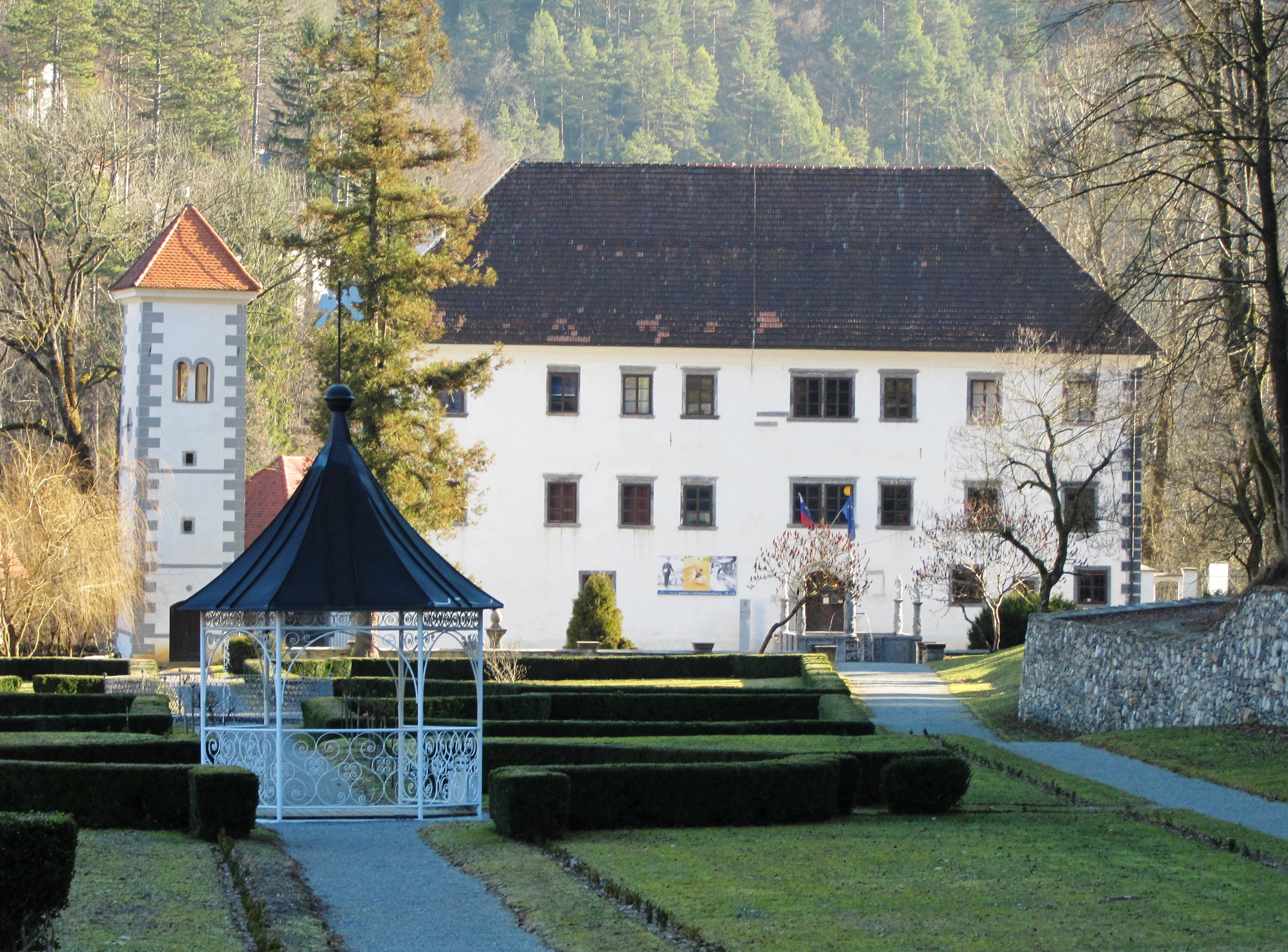
Schloss Polhov Gradec
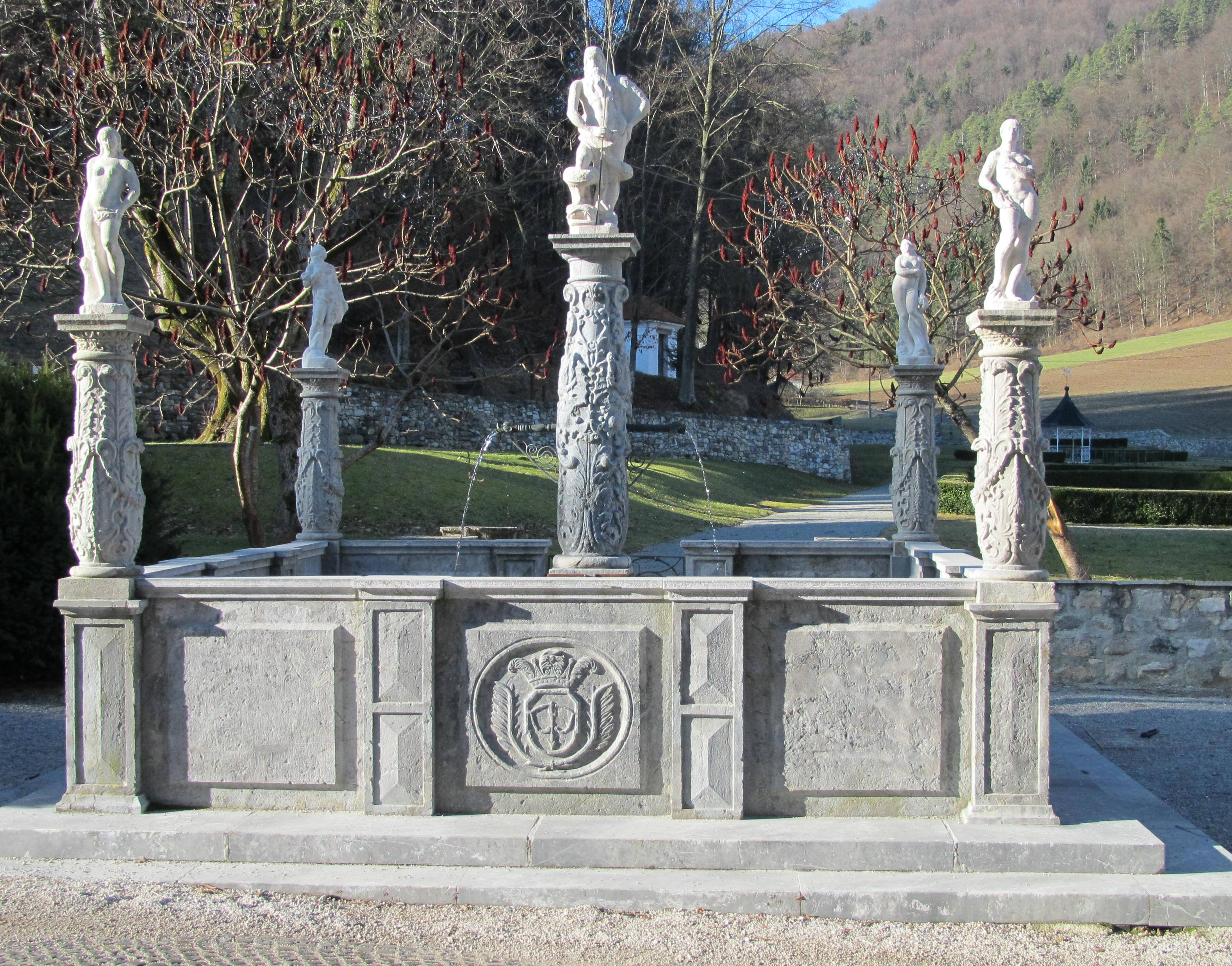
Neptunbrunnen im Schlosspark
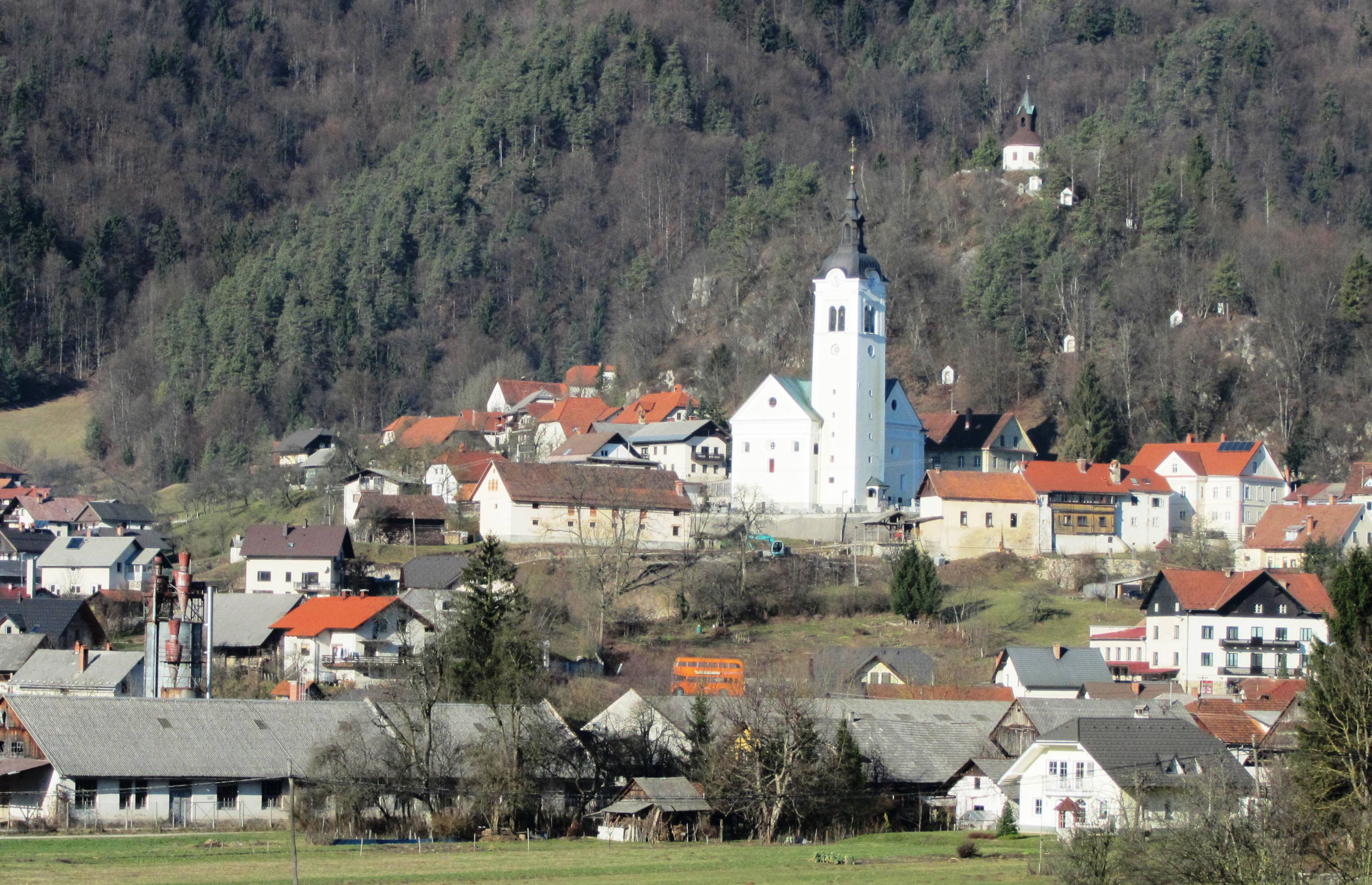
Dorfkirche Mariä Geburt, Kreuzweg und Kapelle auf dem Burghügel
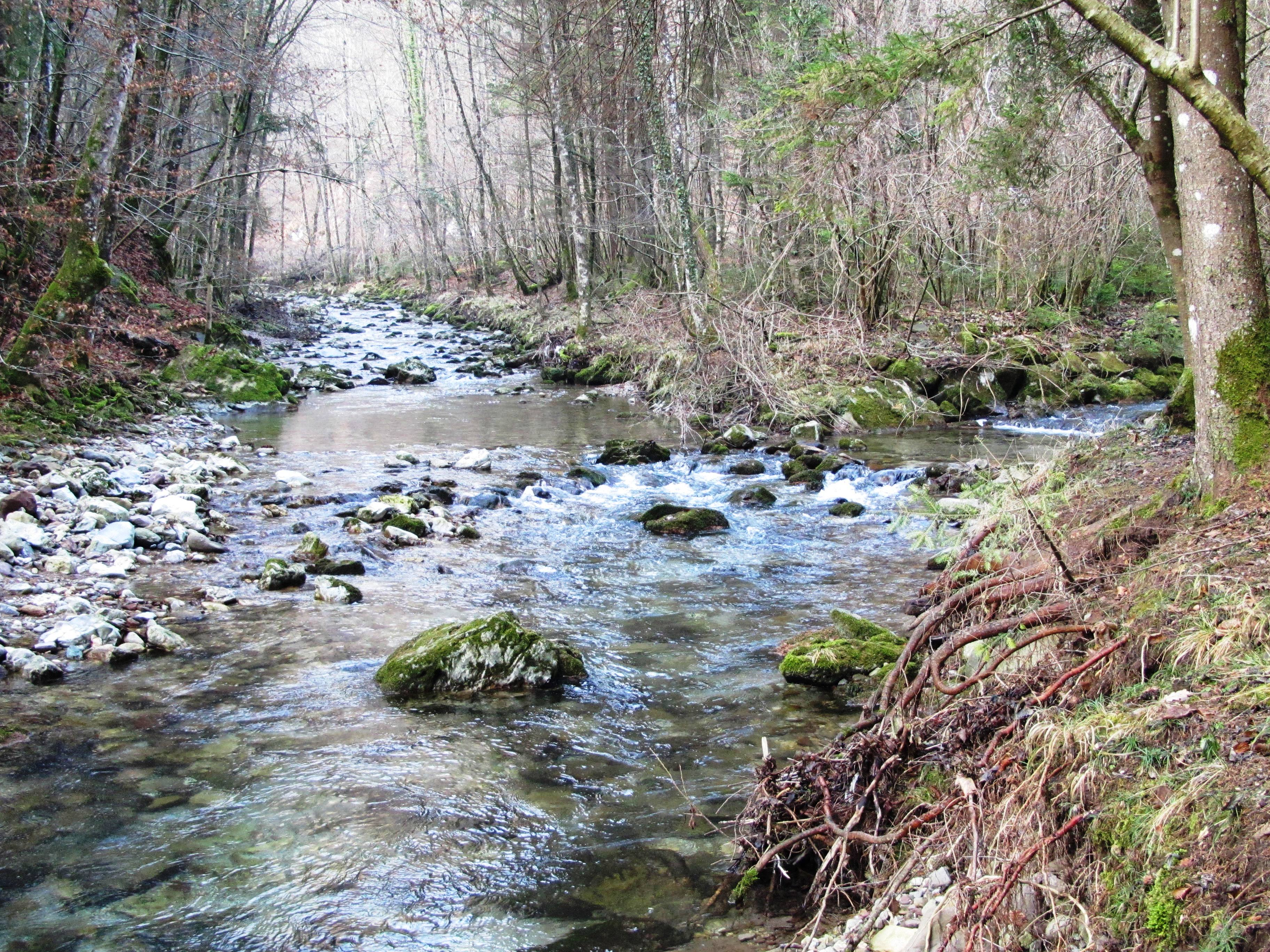
Zusammenfluss von Velika und Mala Božna